# Букер (Техас)
Букер (англ. Booker) — місто (англ. town) в США, в округах Ліпском і Очилтрі штату Техас. Населення — 1437 осіб (2020).

## Географія
Букер розташований за координатами 36°27′22″ пн. ш. 100°32′25″ зх. д. / 36.45611° пн. ш. 100.54028° зх. д. (36.456145, -100.540285).  За даними Бюро перепису населення США в 2010 році місто мало площу 2,71 км², уся площа — суходіл.

## Демографія
Згідно з переписом 2010 року, у місті мешкало 1516 осіб у 498 домогосподарствах у складі 380 родин. Густота населення становила 559 осіб/км².  Було 542 помешкання (200/км²).
Расовий склад населення:
| - 78,2 % — білих - 1,3 % — корінних американців - 1,1 % — чорних або афроамериканців - 0,2 % — азіатів - 16,0 % — осіб інших рас |

До двох чи більше рас належало 3,2 %. Частка іспаномовних становила 52,6 % від усіх жителів.
За віковим діапазоном населення розподілялося таким чином: 32,4 % — особи молодші 18 років, 58,2 % — особи у віці 18—64 років, 9,4 % — особи у віці 65 років та старші. Медіана віку мешканця становила 29,6 року. На 100 осіб жіночої статі у місті припадало 100,5 чоловіків;  на 100 жінок у віці від 18 років та старших — 101,4 чоловіків також старших 18 років.
Середній дохід на одне домашнє господарство  становив 83 966 доларів США (медіана — 70 739), а середній дохід на одну сім'ю — 91 403 долари (медіана — 75 139). Медіана доходів становила 51 607 доларів для чоловіків та 27 500 доларів для жінок. За межею бідності перебувало 10,4 % осіб, у тому числі 12,9 % дітей у віці до 18 років та 11,4 % осіб у віці 65 років та старших.
Цивільне працевлаштоване населення становило 778 осіб. Основні галузі зайнятості: сільське господарство, лісництво, риболовля — 20,1 %, будівництво — 15,0 %, виробництво — 13,4 %, транспорт — 13,2 %.